# Николаевка (Тюхтетский район)
Николаевка — исчезнувший посёлок в Тюхтетском районе Красноярского края России. Входил в состав Леонтьевского сельсовета. Упразднен в 2021 г.

## География
Находится на правом берегу реки Николаевка, примерно в 27 км к северо-западу от районного центра, села Тюхтет, на высоте 172 метров над уровнем моря. 

## Население
| 2010 |
| ---- |
| 0    |

По данным Всероссийской переписи, в 2010 году постоянное население в посёлке отсутствовало.

## Улицы
Уличная сеть деревни состоит из 3 улиц.